# سطاح (القفر)

تعديل مصدري - تعديل

سطاح هي إحدى قرى عزلة بني سيف العالي بمديرية القفر التابعة لمحافظة إب، بلغ تعداد سكانها 510 نسمة حسب تعداد اليمن لعام 2004.